# أغوستين كاردوزو
أغوستين كاردوزو (بالإسبانية: Agustín Cardozo) هو لاعب كرة قدم أرجنتيني، ولد في 30 مايو 1997 في سان إيسيدرو في الأرجنتين. لعب مع تيغري.

## وصلات خارجية
- أغوستين كاردوزو على موقع قاعدة بيانات كرة القدم.إي يو (الإنجليزية)
- أغوستين كاردوزو على موقع Soccerway.com (الإنجليزية)